# 1TV
1TV è un canale televisivo della Georgian Public Broadcasting fondato nel 1956.